# Parc national de Ruaha
Le parc national de Ruaha (en anglais : Ruaha National Park) est un parc national du centre de la Tanzanie. C'est le deuxième plus grand  du pays, derrière le Serengeti. Il tire son nom de la rivière Ruaha qui le traverse.

## Histoire
La zone est protégée depuis 1951, la première protection (réserve de faune) ayant été mise en place par les autorités coloniales britanniques du Tanganyika. Cette décision avait entraîné l'expulsion des populations locales. Le parc national fondé en 1964 par le gouvernement de la Tanzanie nouvellement indépendante.

## Géographie
Le parc protège une large zone semi-aride du plateau central tanzanien, à une centaine de kilomètres à l'ouest de la ville d'Iringa. Le relief est généralement peu marqué, le parc culminant à l'altitude de 1 859 mètres. La partie orientale du parc est traversée par la rivière Ruaha qui constitue en saison sèche un des seuls points d'eau permanent et attire de ce fait une concentration de faune très élevée. Néanmoins, la Ruaha connaît depuis 1993 des assèchements préoccupants qui pourraient être liés à une trop grande utilisation de l'eau pour la riziculture.

## Faune
Le parc est réputé pour ses troupeaux d'éléphants, les plus importants d'Afrique de l'Est. Entre 10 et 12 000 d'entre eux se regroupent dans la vallée de la Ruaha pendant la saison sèche. On trouve aussi dans le parc une grande variété d'antilopes, notamment les hippotragues noirs, cobes defassa, impalas ou encore grands koudous. Parmi les carnivores, les hyènes, léopards et guépards sont relativement fréquents, tandis que subsistent de petites populations de lions, de lycaons et de chacals. De nombreux crocodiles et hippopotames vivent au bord de la rivière.
Enfin, le parc est particulièrement prisé des ornithologues. Plus de 1 450 espèces d'oiseaux y ont en effet été identifiées.